# Klucz wiolinowy

Pięciolinia z kluczem wiolinowym, wskazującym g

Klucz wiolinowy, klucz skrzypcowy – znak graficzny umieszczany na drugiej linii pięciolinii i wyznaczający położenie nuty g1, który należy do grupy kluczy G. 
Stosowany dla zapisu instrumentów i głosów wysokobrzmiących oraz przeważnie prawej ręki instrumentów klawiszowych (zapis dla lewej ręki odbywa się najczęściej w kluczu basowym). W notacji wyższych dźwięków w kluczu wiolinowym używany jest przenośnik oktawowy. Zastępuje on zapis nut na liniach dodanych, który jako rzadziej spotykany, jest trudniejszy w odczycie.